# De sententia ferenda
Postulat de sententia ferenda – postulat z dziedziny nauki prawnych, w której  wskazuje się na potrzebę wydania orzeczenia lub orzeczeń sądowych o jakiejś określonej treści. 